# Warthausen
Warthausen är en kommun i Landkreis Biberach i det tyska förbundslandet Baden-Württemberg. Kommunen består av ortsdelarna (tyska Ortsteile) Warthausen, Birkenhard och Höfen. Folkmängden uppgår till cirka 5 300 invånare, på en yta av 25,74 kvadratkilometer.
Kommunen ingår i kommunalförbundet Biberach an der Riß tillsammans med staden Biberach an der Riß och kommunerna Attenweiler, Eberhardzell, Hochdorf, Maselheim, Mittelbiberach och Ummendorf.

## Befolkningsutveckling
| Befolkningsutvecklingen i Warthausen 1975–2015 | Befolkningsutvecklingen i Warthausen 1975–2015 | Befolkningsutvecklingen i Warthausen 1975–2015 | Befolkningsutvecklingen i Warthausen 1975–2015 | Befolkningsutvecklingen i Warthausen 1975–2015 |
| ---------------------------------------------- | ---------------------------------------------- | ---------------------------------------------- | ---------------------------------------------- | ---------------------------------------------- |
|                                                |                                                |                                                |                                                |                                                |
| År                                             |                                                |                                                | Folkmängd                                      | Areal (ha)                                     |
| 1975                                           | 1975                                           |                                                | 3 331                                          | 2 576                                          |
| 1980                                           | 1980                                           |                                                | 3 840                                          |                                                |
| 1985                                           | 1985                                           |                                                | 3 957                                          |                                                |
| 1990                                           | 1990                                           |                                                | 4 130                                          | 2 575                                          |
| 1995                                           | 1995                                           |                                                | 4 355                                          | 2 582                                          |
| 2000                                           | 2000                                           |                                                | 4 549                                          | 2 575                                          |
| 2005                                           | 2005                                           |                                                | 4 775                                          |                                                |
| 2010                                           | 2010                                           |                                                | 5 008                                          |                                                |
| 2015                                           | 2015                                           |                                                | 5 242                                          |                                                |
|                                                |                                                |                                                |                                                |                                                |